# NGC 3753
NGC 3753 (другие обозначения — UGC 6602, VV 282, MCG 4-28-10, ARP 320, ZWG 127.12, HCG 57A, PGC 36016) — спиральная галактика в созвездии Льва. Открыта Ральфом Коуплендом в 1874 году. Входит в так называемый Copeland Septet.
Последовательность взаимодействий привела к деформации диска галактики и сформировали несколько приливных хвостов вокруг неё. Более того, NGC 3753 и NGC 3754 соединены мостом, проходящим от приливного хвоста одной к спиральному рукаву другой галактики. Такая необычная динамика галактики объясняется тем, что её радиальная скорость существенно отличается от остальных членов компактной группы соседних галактик. Как самый быстрый член группы она вырывает газ и пыль из гало соседей, что приводит к звездообразованию как в центрах галактик, так и в приливных хвостах. Молодые звёзды разогревают окружающую пыль до температуры около 40K, что приводит к необычному красному свечению.
На эволюцию галактики повлияло её взаимодействие с NGC 3754: в прошлом, 50 миллионов лет назад, произошло нецентральное столкновение, которое привело, в частности, к формированию кольцеобразных структур в галактике и к подавлению звездообразования. В этой галактике ударная волна, возникшая после столкновения, ещё не прошла галактику целиком, в отличие от NGC 3754.
Этот объект входит в число перечисленных в оригинальной редакции «Нового общего каталога».